# Парило звичайне
Пари́ло звича́йне (Agrimonia eupatoria L.) — багаторічна трав'яниста рослина роду парило.

## Ботанічний опис
Рослина висотою 60—130 см, з прямим стеблом, вкритим як і листки, волосками, від яких уся рослина здається сіропухнастою, шорсткою.
Листки переривчастоперисті, листочки еліптичні, зубчасті, інколи зібрані в розетку біля основи стебла.
Квітки — жовті, розміщені вздовж верхньої частини стебла. Цвіте в червні — серпні.

## Місця зростання
Росте по всій території України — в чагарниках, заростях, при дорогах, на узліссях, луках, по горбах, межах, на сільських цвинтарях, під тинами садиб.

## Використання
В народній медицині, як лікарська рослина.

### Збір
Збирають усі надземні частини рослини — під час цвітіння, відкидаючи засохлі нижні листки; насіння — восени.

### Застосування
Застосовують при поганому травленні й ослабленні дії кишок; при застійних явищах у печінці та жовчному міхурі, при жовчних каменях; болях у сечовому міхурі й малому виділенні сечі, при мимовільному сечовипусканні, особливо нічному; як відхаркувальний засіб при сухому кашлі (бронхіті); при запаленнях слизової оболонки рота (ангіни, стоматити); ревматизмі, люмбаго; також при геморої.

### Приготуваннявідварівтанастоїв
Готують у вигляді чаю. На 1 склянку окропу беруть 1 столову ложку подрібненого парила, варять 2—3 хвилини, настоюють 10 хвилин. П'ють 1—2 склянки на день, ковтками. (В рослині є летка олія, дубильні речовини, вітамін K, кверцитрин, холін, гіркоти, кремнеземова кислота).
Використовують також настій насіння парила на червоному виноградному вині. Дві жмені насіння настоюють на 0,5 л вина протягом 14 днів і дають пити при нетриманні сечі по чарці (40 г) тричі на день (можна на переміну з чаєм зі звіробою).
Настоєм 5 столових ложок подрібненої рослини на 2 склянках окропу (15 хвилин) промивають рани, роблять примочки; п'ють по кілька ковтків чаю і полощуть ним горло й рот при ангінах і стоматитах для зміцнення ясен. Свіжу потовчену рослину прикладають на виразки, що погано гояться. В напарі мочать ноги при відчутті втоми після довгої мандрівки.

### Галерея

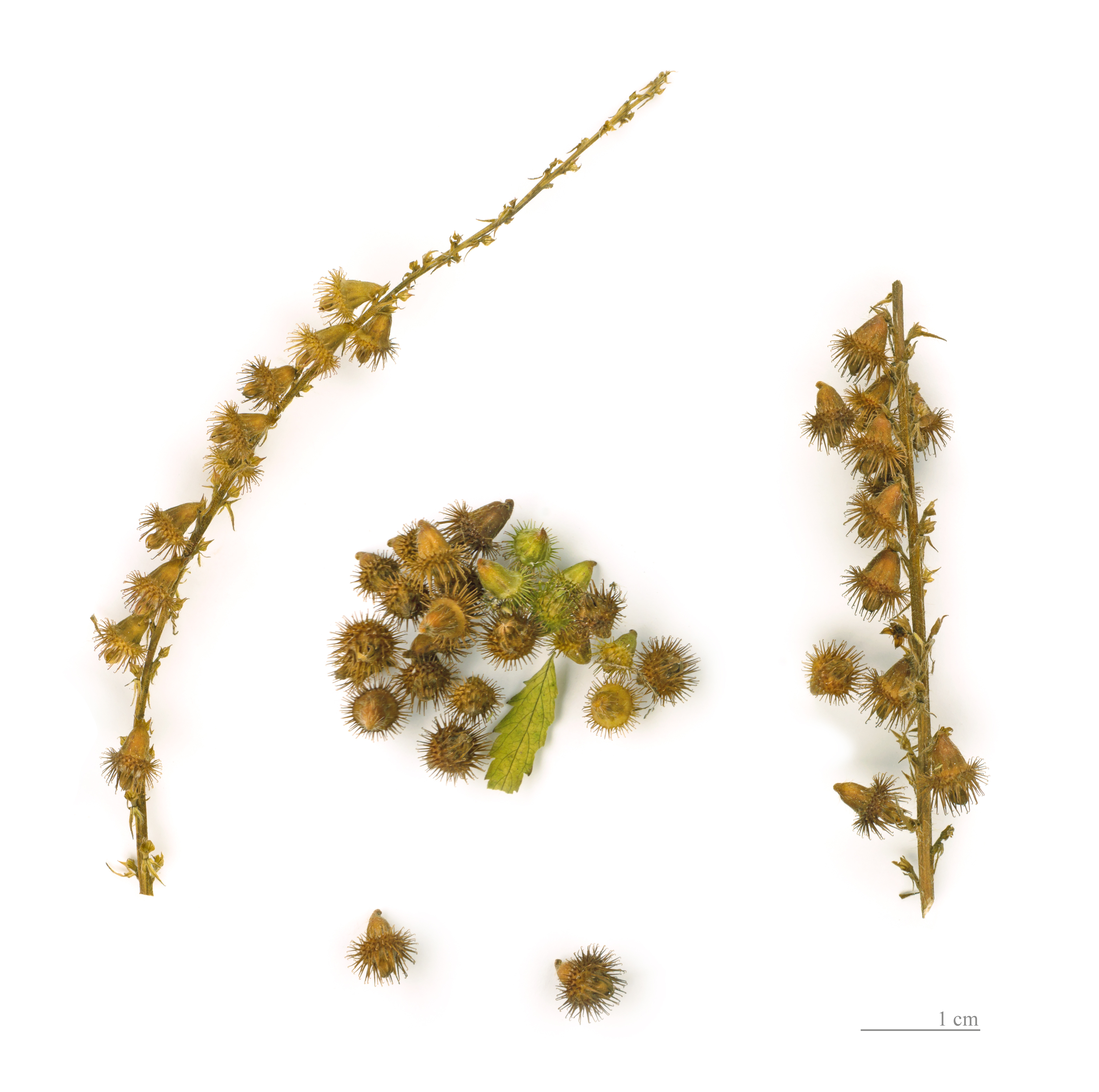
Agrimonia eupatoria  Тулузький музей
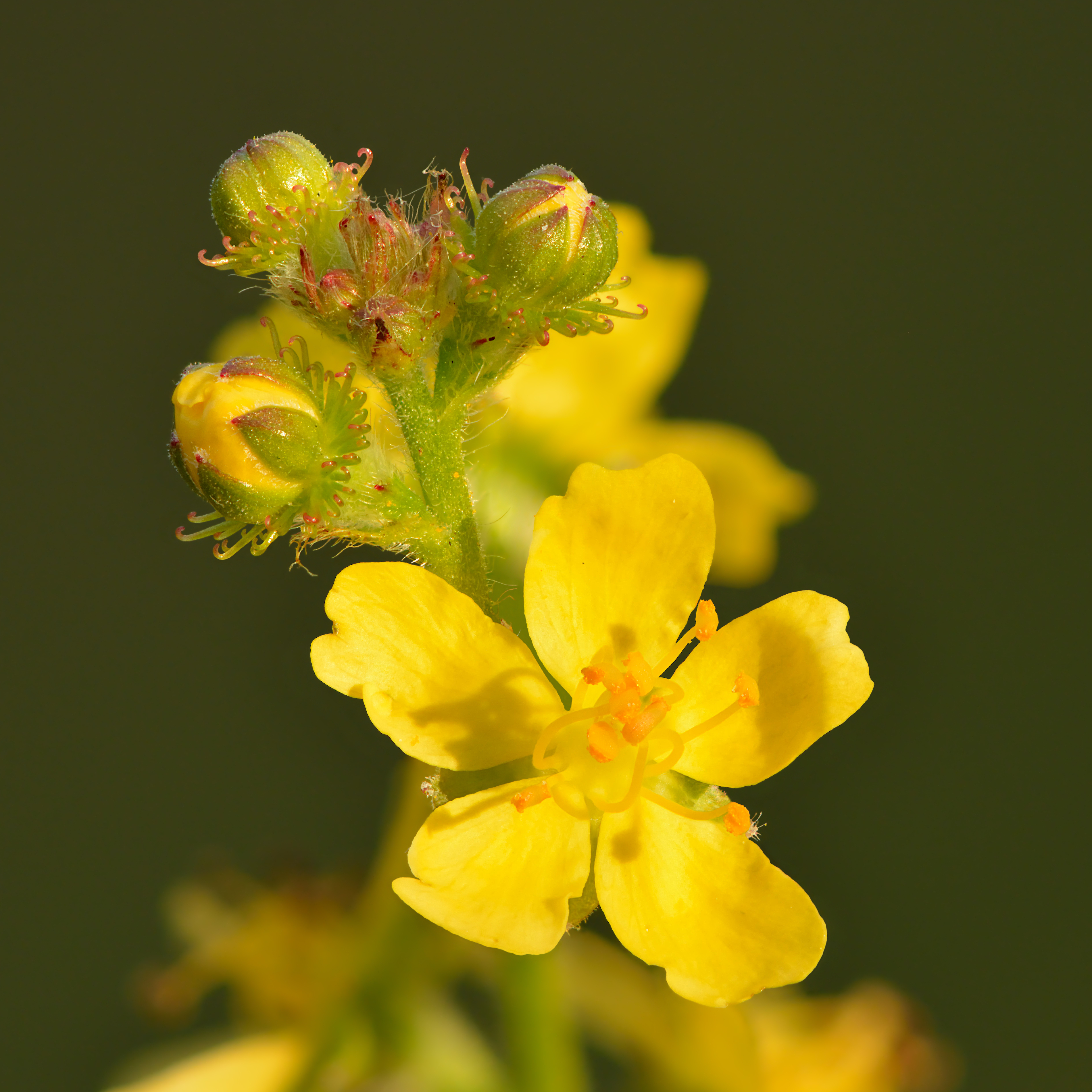
Квітка
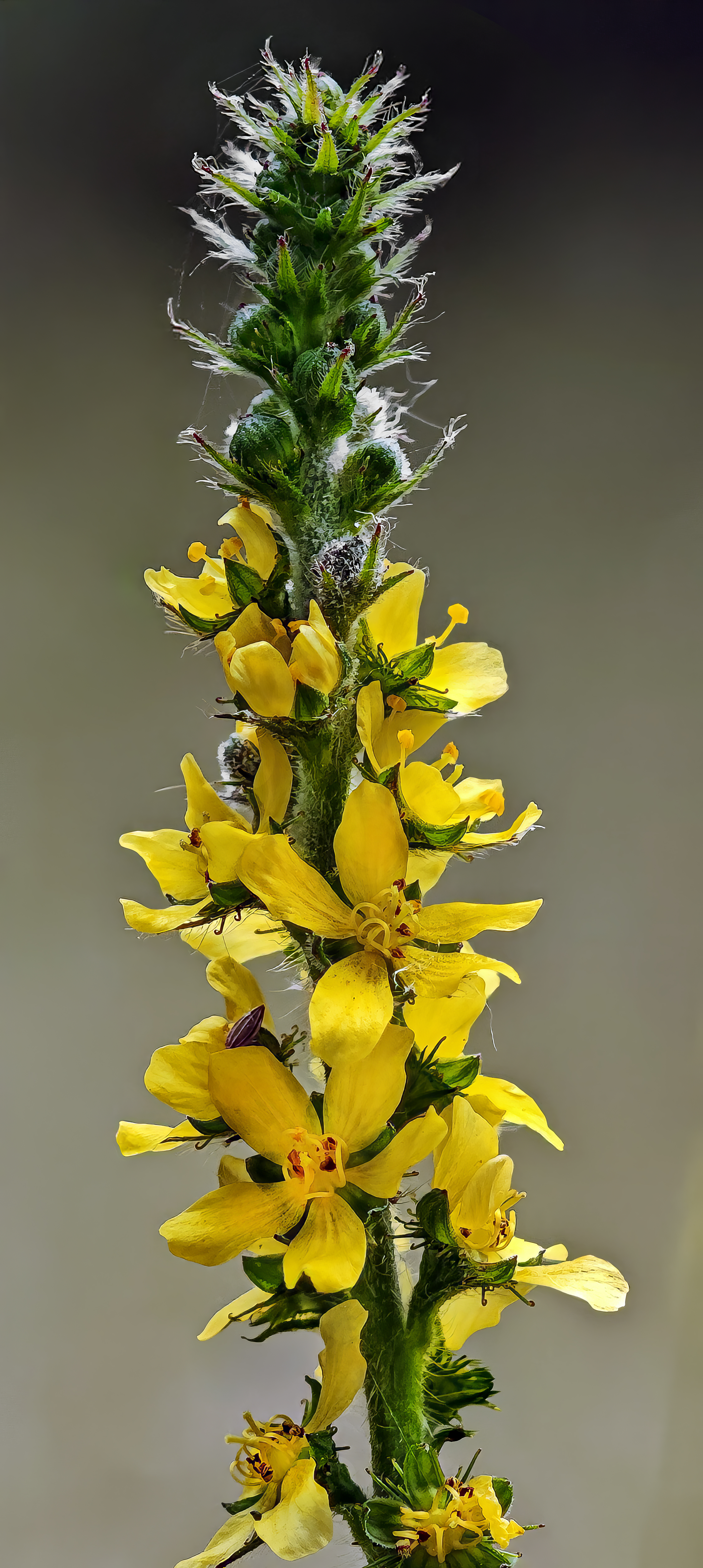
Суцвіття